# Unic

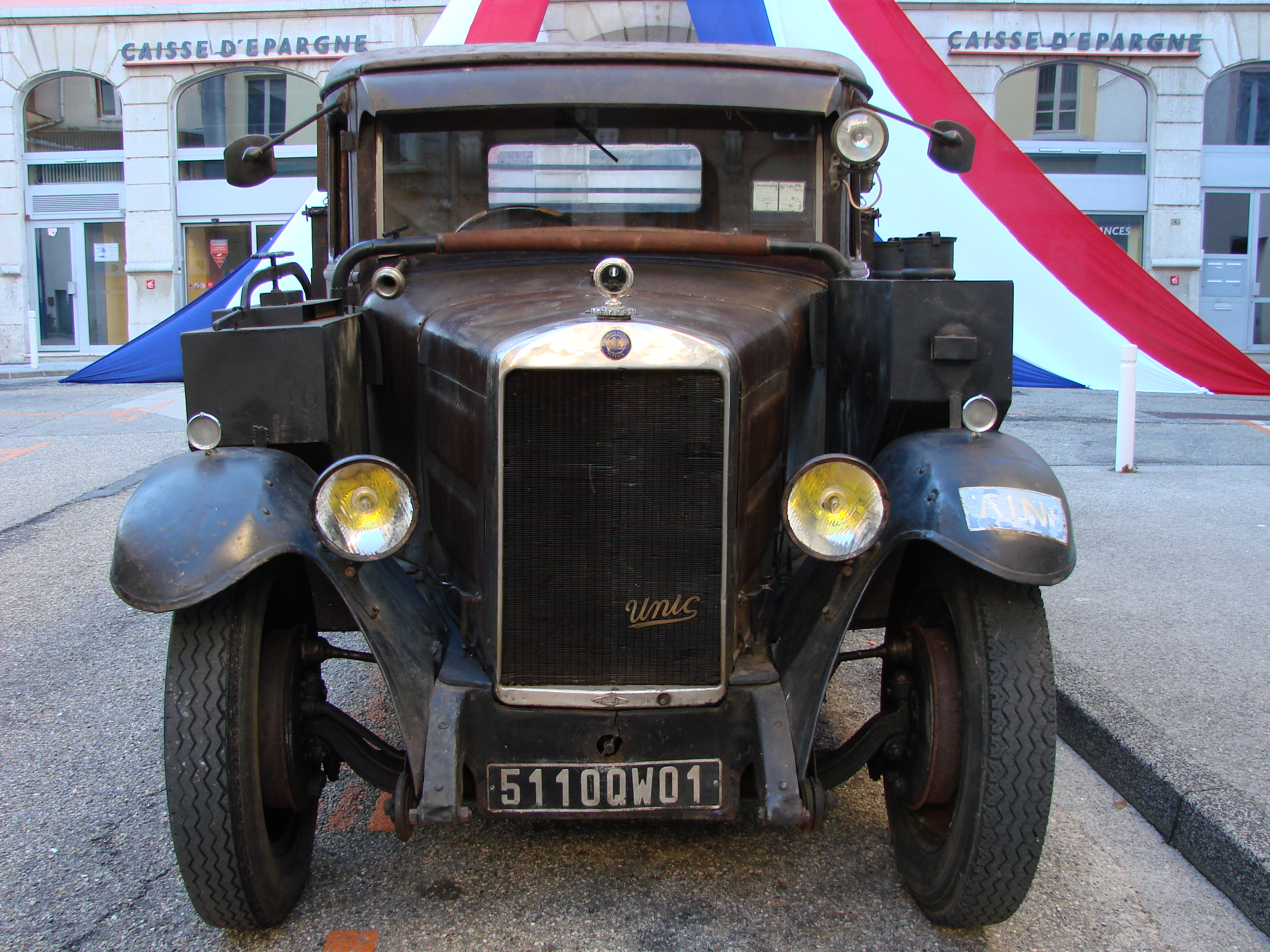
Unic années 40 - 1.

Unic (Société Anonyme des Automobiles Unic) var en fransk lastbilstillverkare. UNIC blev 1958 en del av Simca. Produktionen i Frankrike lades ner 1987.
Unic grundades 1905 och tillverkade personbilar och nyttofordon. Unic tillverkade militärfordon för den franska armén under andra världskriget. Efter andra världskriget gick Unic samman med Camions Bernard, Delahaye, Laffly und Simca till GFA (Générale Français Automobile) men lämnade detta samarbete 1951. 1952 köptes bolaget istället av Simca under Henri Théodore Pigozzis ledning som 1954 tog över franska Fords lastbilstillverkning. 
1956 tog Unic över Saurer France. När Chrysler Europe tog över både Unic och Simca 1958 blev Unic en del av Simca. 
År 1966 togs Simcas lastbilsdivision med Unic över av Fiat och fick namnet UNIC-FIAT S.A. 1975 blev UNIC en del av Iveco. Iveco-modeller såldes i Frankrike under namnet Unic fram till 1987 då både Ivecos tillverkning och varumärket Unic lades ned. 